# B-34 (U-Boot)
B-34 war ein russisches (ehemals sowjetisches) U-Boot der Foxtrot-Klasse. Es wurde 1965/66 auf der Werft 196 (Neue Admiralitätswerft) in Leningrad auf Kiel gelegt und im Jahr 1991 ausgemustert.